# Мюзийак (кантон)
Мюзийак (фр. Muzillac) — кантон во Франции, находится в регионе Бретань, департамент Морбиан. Входит в состав округа Ван.

## История
До 2015 года в состав кантона входили коммуны Амбон, Арзаль, Билье, Дамган, Ле-Гюэрно, Мюзийак и Нуаяль-Мюзийак.
В результате реформы 2015 года состав кантона был изменен: в его состав вошли коммуны упраздненного кантона Ла-Рош-Бернар.

## Состав кантона с 22 марта 2017 года
В состав кантона входят коммуны (население по данным Национального института статистики за 2019 г.):
- Амбон (1 961 чел.)
- Арзаль (1 682 чел.)
- Билье (1 008 чел.)
- Дамган (1 839 чел.)
- Камоэль (1 039 чел.)
- Ла-Рош-Бернар (701 чел.)
- Ле-Гюэрно (999 чел.)
- Марзан (2 421 чел.)
- Мюзийак (5 066 чел.)
- Нивийак (4 677 чел.)
- Нуаяль-Мюзийак (2 520 чел.)
- Пенетен (2 019 чел.)
- Пеоль (2 712 чел.)
- Сен-Доле (2 539 чел.)
- Ферель (3 318 чел.)

## Политика
На президентских выборах 2022 г. жители кантона отдали в 1-м туре Эмманюэлю Макрону 35,4 % голосов против 21,7 % у Марин Ле Пен и 17,1 % у Жана-Люка Меланшона; во 2-м туре в кантоне победил Макрон, получивший 63,5 % голосов. (2017 год. 1 тур: Эмманюэль Макрон – 26,4 %, Франсуа Фийон – 23,3 %, Марин Ле Пен – 18,6 %, Жан-Люк Меланшон – 16,2 %; 2 тур: Макрон – 71,6 %. 2012 год. 1 тур: Николя Саркози — 31,6 %, Франсуа Олланд — 26,2 %, Марин Ле Пен — 15,5 %; 2 тур: Олланд — 52,6 %).
С 2015 года кантон в Совете департамента Морбиан представляют мэр коммуны Нивийак Ален Гийяр (Alain Guihard) и мэр коммуны Арзаль Мари-Одиль Жарлиган (Marie-Odile Jarligant) (оба — Разные правые).
|                | Кандидаты                      | Партия                   | Первый тур | Первый тур     | Второй тур | Второй тур |
| Кол-во голосов | Кандидаты                      | Партия                   | % голосов  | Кол-во голосов | % голосов  |            |
| -------------- | ------------------------------ | ------------------------ | ---------- | -------------- | ---------- | ---------- |
|                | Ален Гийяр Мари-Одиль Жарлиган | Правый блок              | 6 629      | 75,58          | 6 866      | 76,71      |
|                | Аурелия Ле Гоф Жорис Робик     | Национальное объединение | 2 142      | 24,42          | 2 085      | 23,29      |

|                | Кандидаты                            | Партия                  | Первый тур | Первый тур     | Второй тур | Второй тур |
| Кол-во голосов | Кандидаты                            | Партия                  | % голосов  | Кол-во голосов | % голосов  |            |
| -------------- | ------------------------------------ | ----------------------- | ---------- | -------------- | ---------- | ---------- |
|                | Ален Гиар Мари-Одиль Жарлиган        | Правый блок             | 6 177      | 47,45          | 8 464      | 72,73      |
|                | Бертран Палико Эвелин Пети           | Национальный фронт      | 3 174      | 27,27          | 3 152      | 24,21      |
|                | Антони Керель Шанталь Одивер         | Левый фронт             | 2 163      | 16,61          |            |            |
|                | Виржини Валанс Мохамед Дьяуне Мамаду | Европа Экология Зелёные | 1 527      | 11,73          |            |            |